# ATC 코드 B
ATC 코드 B는 ATC 코드의 혈액 및 조혈기관에 작용하는 약물을 정리한 코드이다.

동물용 의약품을 위한 코드(ATCvet 코드)의 경우 인체의약품 코드 앞에 Q가 들어가게 된다. 예 : QB.